# Ракетні війська стратегічного призначення СРСР

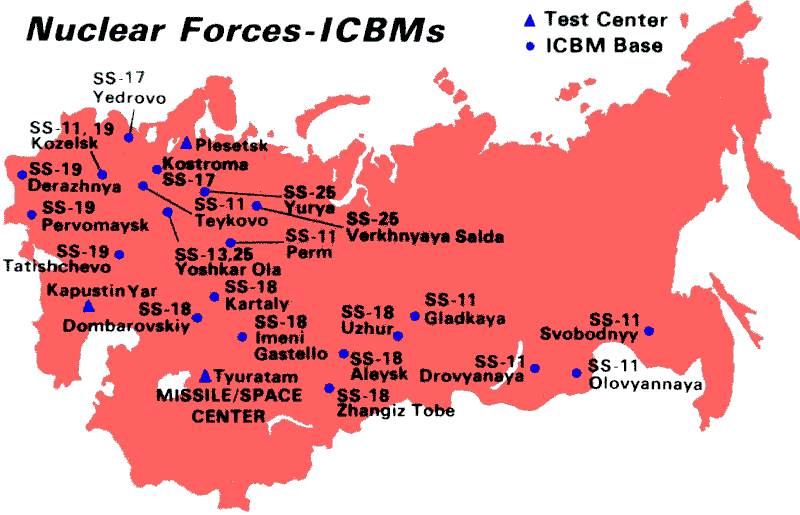
Військові ядерні об'єкти СРСР. 1980-ті роки.

Раке́тні війська́ стратегі́чного призна́чення (РВСП, рос. Ракетные войска стратегического назначения, РВСН) — окремий вид військ у Збройних силах СРСР, що мав на озброєнні міжконтинентальні балістичні ракети з ядерними боєголовками мобільного і стаціонарного базування. Сухопутний компонент ядерної тріади.
РВСП були військами постійної бойової готовності.
Після розпаду СРСР у 1992 році Російська Федерація успадкувала переважну більшість цих військ, сформувавши власні Ракетні війська стратегічного призначення.

## Історія
Ракетні війська стратегічного призначення, як самостійний вид Збройних сил СРСР, утворені 17 грудня 1959 року. Створення цього роду військ стало можливим після розробки комплексу бойових ракет Р-12, Р-14 та Р-16. Безперервне нарощування кількості і якісних характеристик ракетних комплексів, що перебували на озброєнні, сприяло встановленню ядерного паритету між СРСР та США у 70-х роках XX століття.

## Структура

### Керівні органи і управління
- Головний штаб РВСП (м. Одинцово, Московська область).
- 12-те Головне управління Міністерства оборони (відало арсеналами озброєння).
- Головне управління ракетного озброєння (ГУРО).
- Головне управління експлуатації ракетного озброєння (ГУЕРО).
- Головне управління комплектування і обладнання.
- Головне управління спеціального будівництва (Головспецбуд).
- Головне інженерне управління (ГІУ РВ).
- Управління бойової підготовки.
- Управління військово-навчальних закладів.
- Управління тилу.
- Центральний командний пункт.
- Центральний вузол зв'язку.
- Центральний обчислювальний центр (ЦОЦ РВ).

### Бойовий склад
- 27-ма ракетна армія (м. Владимир).
- 31-ша ракетна армія (м. Оренбург).
- 33-тя ракетна армія (м. Омськ).
- 43-тя ракетна армія (м. Вінниця).
- 50-та ракетна армія (м. Смоленськ).
- 53-тя ракетна армія (м. Чита).

## Командування
- Нєдєлін Митрофан Іванович, головний маршал артилерії (1959—1960†), загинув на Байконурі під час випробувань ракети Р-16.
- Москаленко Кирило Семенович, маршал Радянського Союзу (1960—1962).
- Бірюзов Сергій Семенович, маршал Радянського Союзу (1962—1963).
- Крилов Микола Іванович, маршал Радянського Союзу (1963—1972).
- Толубко Володимир Федорович, головний маршал артилерії (1972—1985).
- Максимов Юрій Павлович, генерал армії (1985—1992).